# Hans Christoph von Schönfeldt
Hans Christoph von Schönfeldt (24. august 1651 – 13. august 1727 i Kiel) var en dansk officer.

## Karriere
Han hørte til en kendt sachsisk adelsslægt. Forældrene var Siegfried von Schönfeld til Tennicht og Regina von Jagemann. Han kom i dansk tjeneste i vinteren 1675-76 som kaptajn ved et infanteriregiment, som hans farbroder Gregor Allard von Schönfeld oprettede. Ikke længe efter blev han major, og da regimentet, der havde lidt meget i slaget ved Lund, i slutningen af 1676 blev stukket ind i Prins Frederiks Regiment, fulgte han med. I de sidste år af Den Skånske Krig lå hans regiment i garnison i Landskrone, og Schönfeld fungerede her som vicekommandant. 1682 blev han forsat til Livregimentet (Garden) til Fods, hvor han to år efter blev oberstløjtnant, og hvis to hjemmeværende bataljoner han kommanderede, medens chefen, hertug Ferdinand Vilhelm af Württemberg-Neuenstadt, anførte de danske hjælpetropper i Irland og Flandern (1689-98). 1699 blev Schönfeld brigader, og året efter nævnes han som kommandør for en brigade ved indtagelsen af Husum Skanse og Frederiksstad, belejringen af Tønning og under felttoget i Holsten. Endnu samme år blev han chef for Fynske hvervede Regiment, kom 1704 som generalmajor til hjælpetropperne i Holland (hvor 2. bataljon af Sjællandske Regiment blev tildelt ham), men blev allerede 1706 kaldt hjem for at overtage inspektionen over infanteriet i Holsten. 1709 blev han Hvid Ridder.

## Kommandant i København
Under krigen 1709-20 blev Schönfeld for det meste anvendt uden for den egentlige krigsskueplads, men det var ingenlunde, fordi man ikke anerkendte hans dygtighed. General Christian Ditlev Reventlow bad tværtimod gentagende om at få Schönfeld over til Skåne, hvor han ønskede at betro ham kommandoen over hærens centrum (fodfolket). Da man nærede frygt for, at et svensk korps under general Krassow skulle falde ind i Holsten, varede det dog længe, inden kongen ville gå ind på, at Schönfeld måtte forlade denne provins. Da tilladelsen omsider blev given, havde imidlertid Jørgen Rantzau fået overkommandoen i Skåne, og ham ville Schönfeld ikke tjene under, da Rantzau oprindelig var yngre officer. Han blev så fri og udnævntes samme år til generalløjtnant med rang foran Rantzau. Efter at have medvirket ved hærens reorganisation efter slaget ved Helsingborg (1710) tog Schönfeld del i cerneringen af Wismar og Stralsund 1711-12, men sidstnævnte år blev han ansat som kommandant i København, 1714 tillige i Citadellet. I denne post, der ikke var uden betydning, da et angreb på hovedstaden langtfra var udelukket, en tid lang endog overhængende, forblev Schönfeld, indtil han kort efter fredslutningen 1720 tog sin afsked. Han døde 13. august 1727 i eller ved Kiel.
Han var gift (før 1694) med Adelheid von Buchwald (død 1730), datter af Claus Buchwald til Skovbølgård og Dorothea Rumohr (død 1663).
(1635-tidligst 1694) og Dorothea Rumohr (død 1663).
Han er begravet i Sankt Nikolai Kirke i Kiel.